# Llac Tekapo
El Llac Tekapo és el segon llac més gran dels tres més o menys paral·lels que van de nord a sud al llarg de la vora nord de la conca Mackenzie, a l'illa del Sud de Nova Zelanda (els altres dos són el Llac Pukaki i l'Ohau). Cobreix una àrea de 83 km² i es troba a una altitud de 700 m per sobre del nivell del mar.

## Descripció
L'alimenta el riu trenat Godley en el seu extrem nord, les fonts del qual són als Alps del Sud. El llac és una destinació turística molt popular, i hi ha diversos hotels i resorts situats en la localitat Lake Tekapo, a l'extrem sud del llac, així com el Parc regional Lake Tekapo.
L'església del Bon Pastor, situada a la riba del Llac Tekapo va ser la primera església construïda en la conca Mackenzie, l'any 1935; va ser dissenyada per l'arquitecte R.S.D. Harman, de Christchurch, basant-se en dibuixos de l'artista local Esther Hope. A prop s'hi troba l'estatua de bronze d'un collie, obra de l'escultor Innes Elliott, de Kaikoura. Existeix també un observatori astronòmic al Mont John, al nord de la població i al sud del petit Llac Alexandrina.

## Galeria

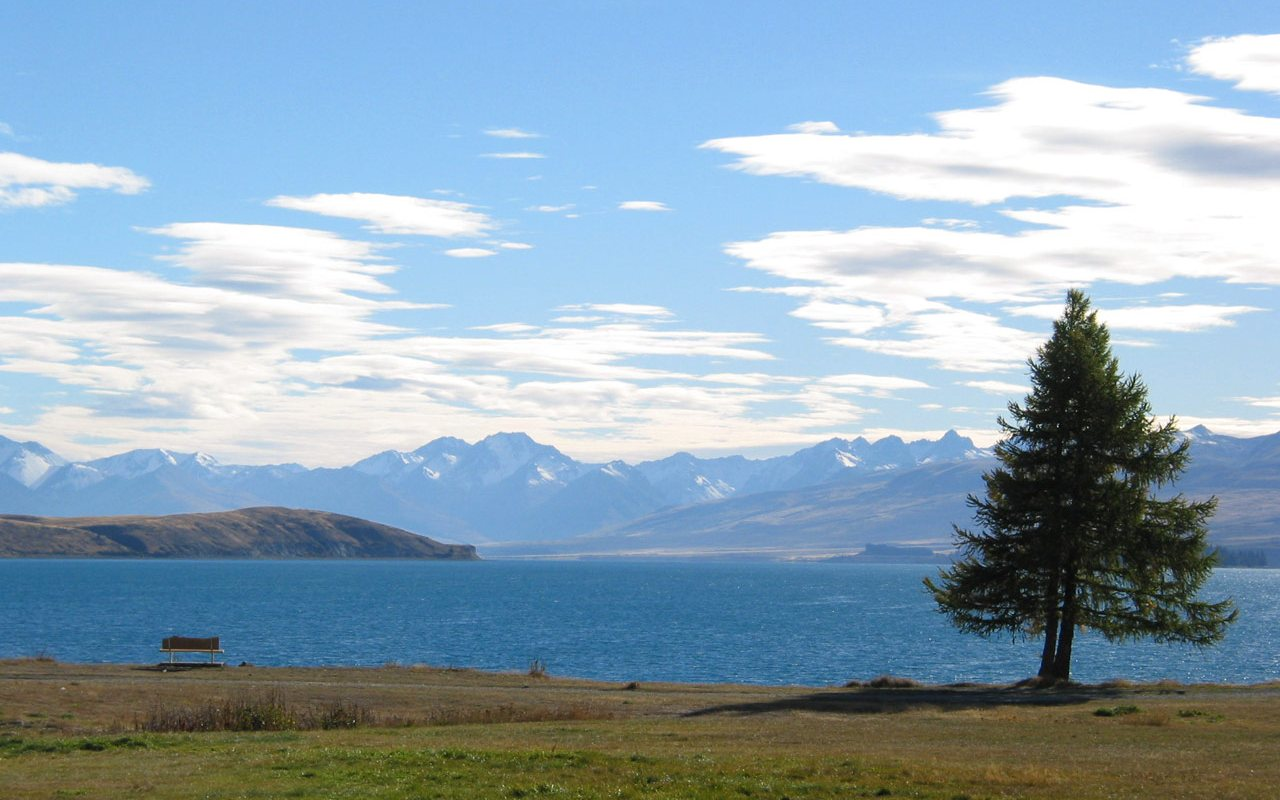
Llac Tekapo.
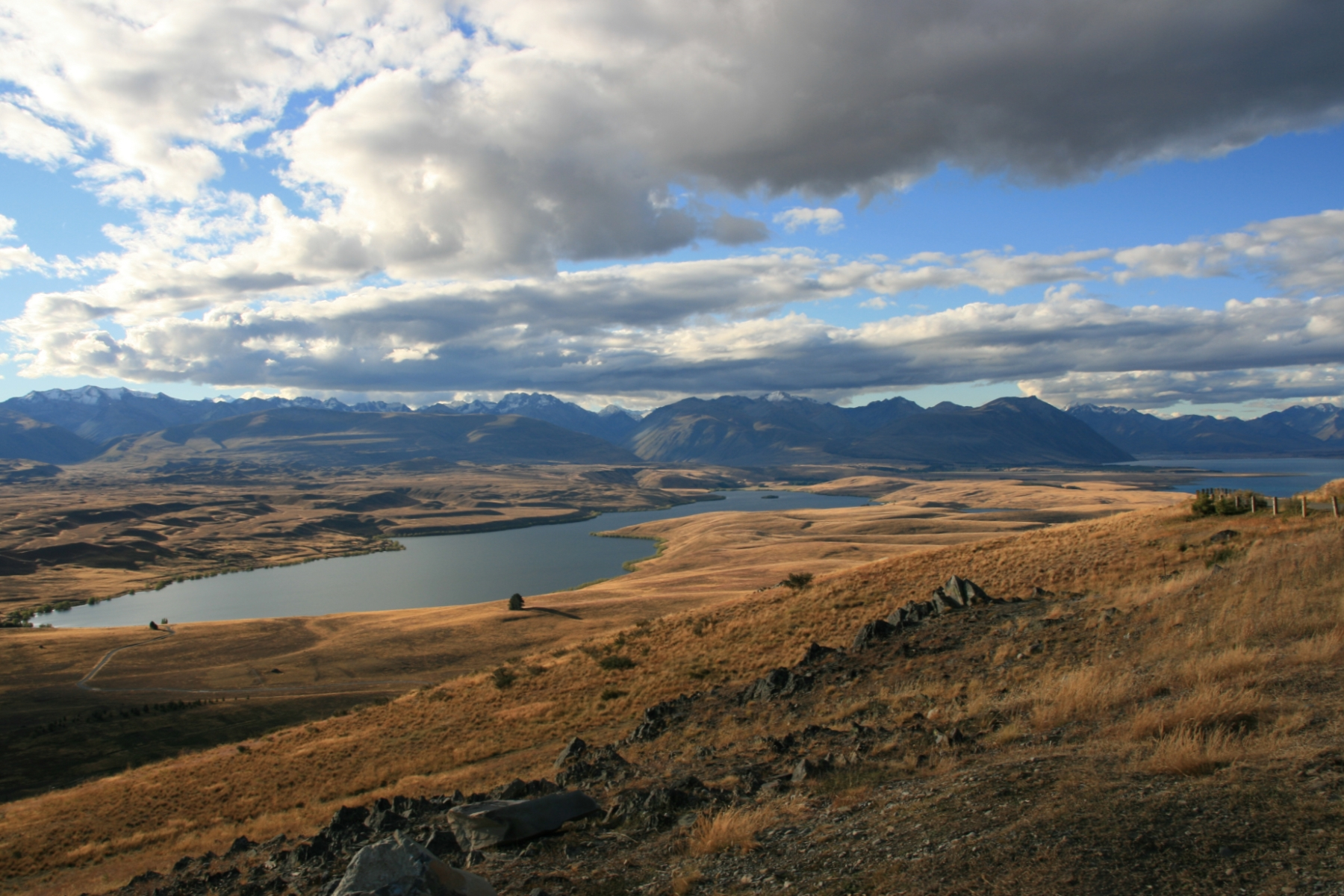
Llac Tekapo i Llac Alexandrina, al nord-oest d'aquest.
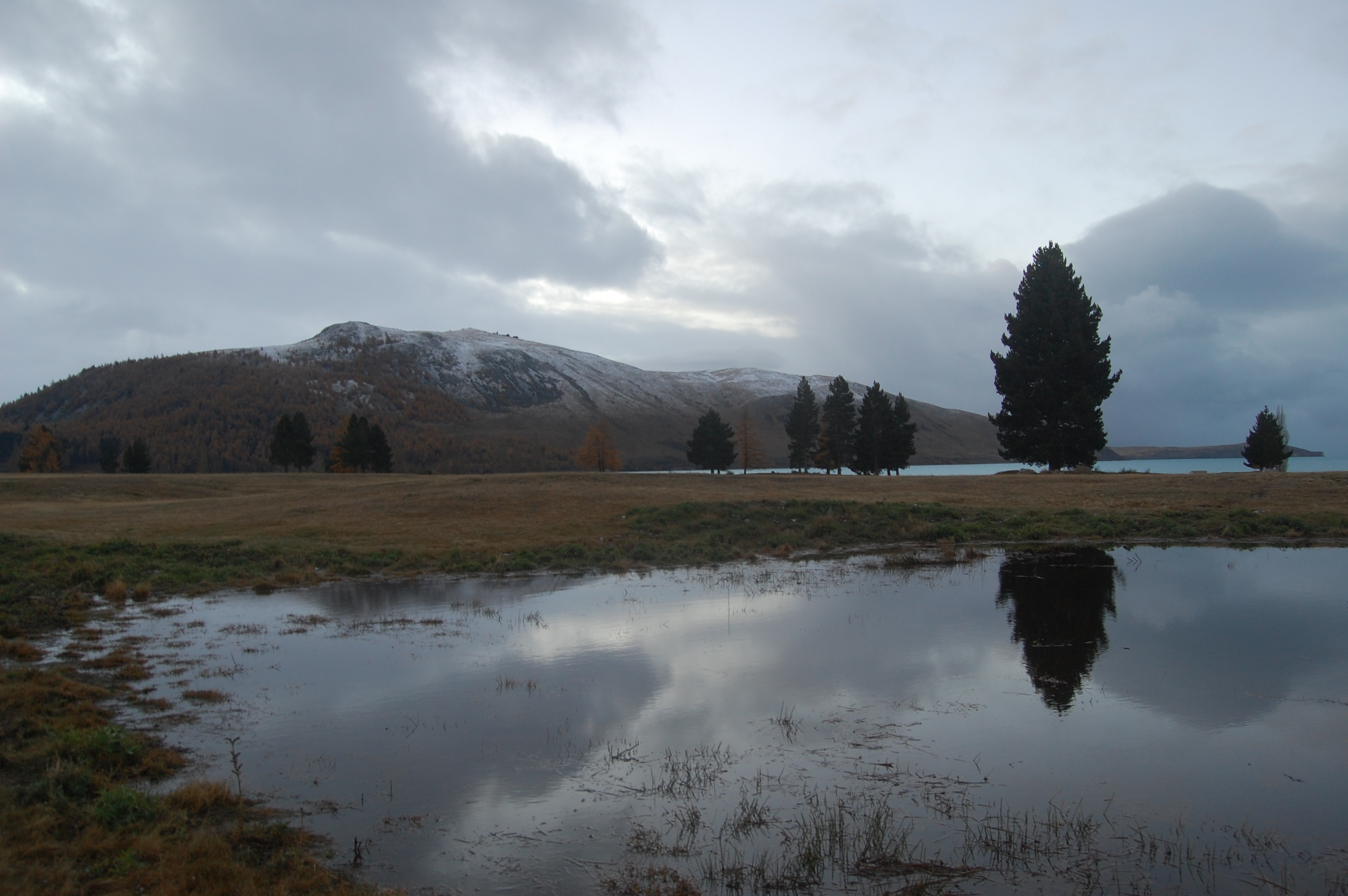
Llac Tekapo.
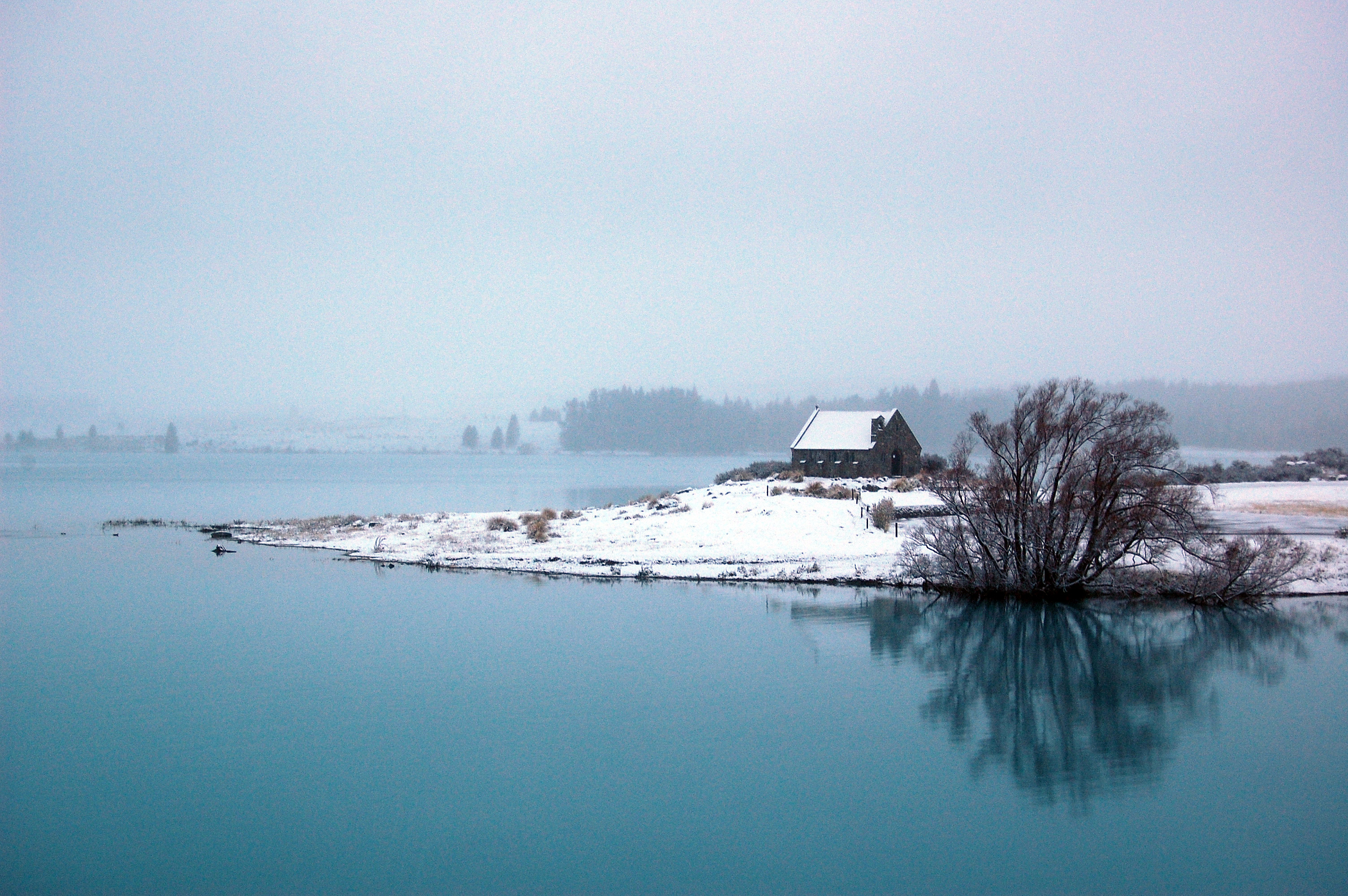
Llac Tekapo nevat, amb l'església del Bon Pastor.
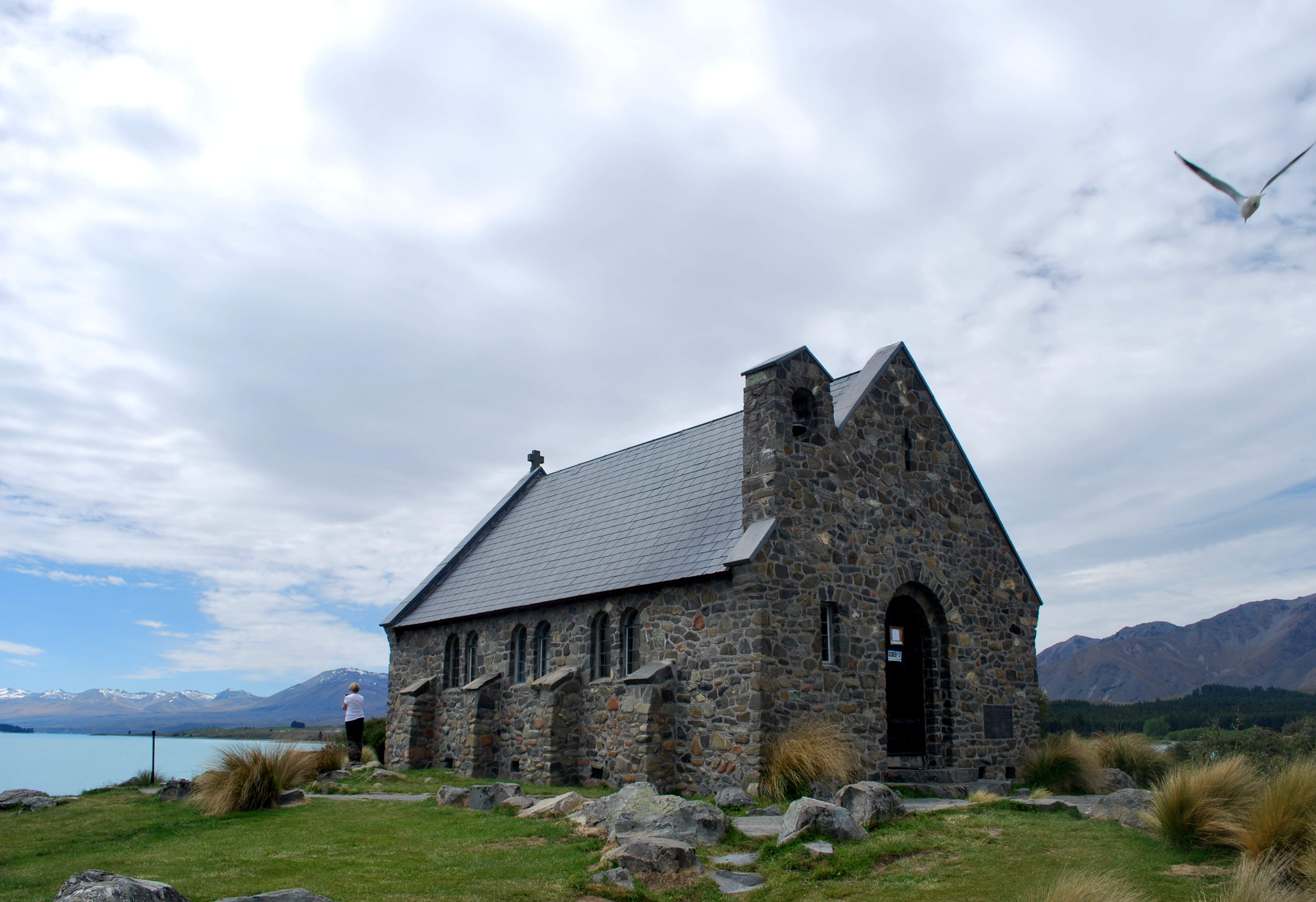
Església del Bon Pastor.
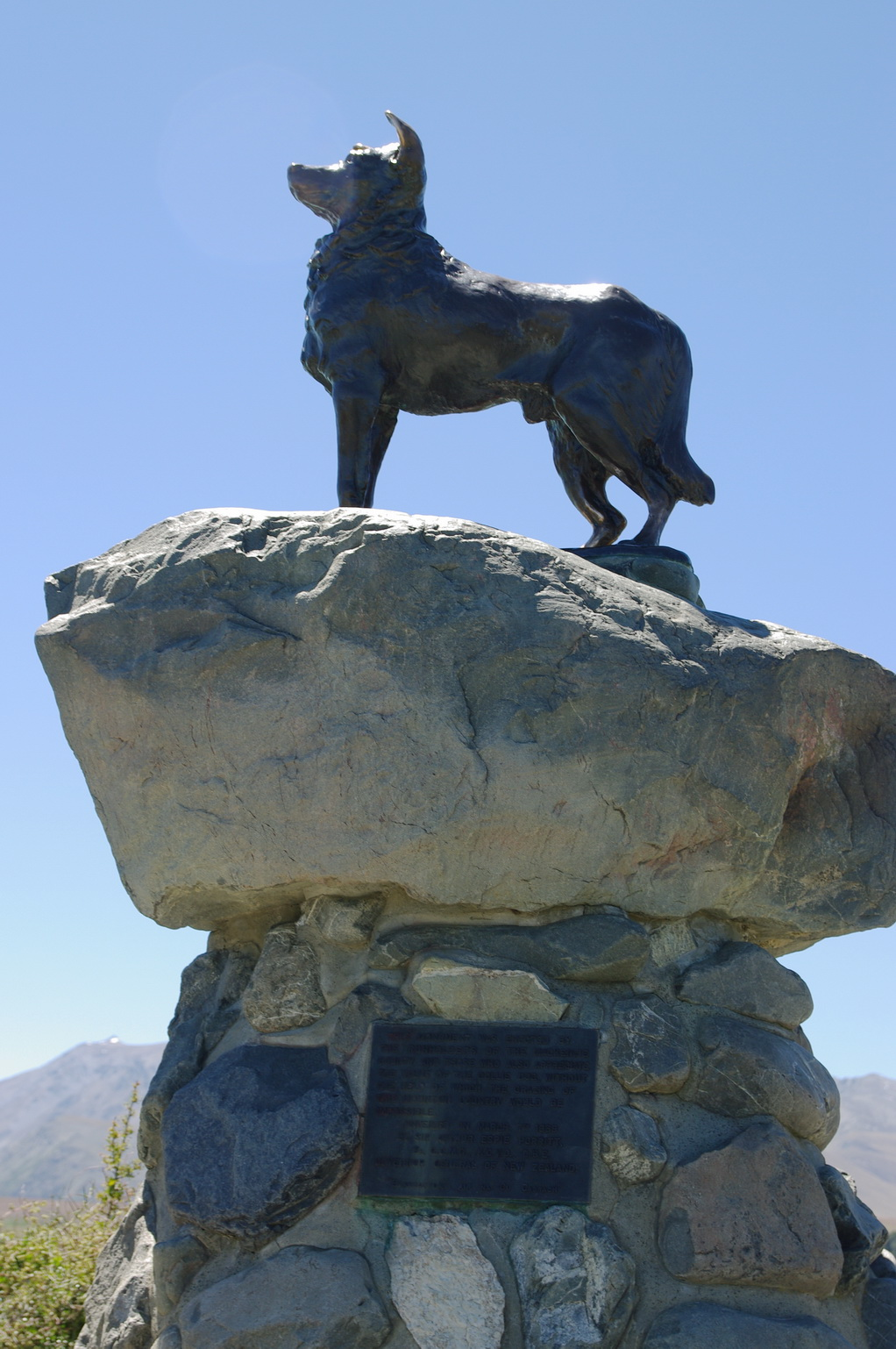
Estàtua del collie.